# À mourir pour mourir
Pistes de Barbara chante Barbara
Pierre
À mourir pour mourir est une chanson française chantée, écrite et composée par Barbara, accompagnée à la basse par Pierre Nicolas.

## Historique
La première version de la chanson est commercialisée sur le 45 tours Barbara [Philips, 434 957 BE], enregistrée lors des séances de mai à septembre 1964 et publiée le 25 septembre 1964. Cette chanson est reprise dans le 33 tours Barbara chante Barbara [Philips 77806], sorti le 1er octobre 1964.

## Paroles
Peur de la vieillesse, apologie d'épicurisme, compassion envers les victimes des combats de l'amour ? Cette chanson parle du deuil des autres et du deuil de soi. Pourtant, à Pantin, en 1981, Barbara « déroule gaiement » cette chanson « sur un tempo effréné, le sourire éclatant », « sans une pointe de tristesse » selon Valérie Lehoux.